# Cuộc đua xe đạp tranh Cúp truyền hình Thành phố Hồ Chí Minh 2010
Cuộc đua xe đạp toàn quốc tranh Cúp truyền hình Thành phố Hồ Chí Minh 2010 là giải đấu lần thứ 22 của Cuộc đua xe đạp toàn quốc tranh Cúp truyền hình Thành phố Hồ Chí Minh do Ban Thể dục - Thể thao, Đài Truyền hình Thành phố Hồ Chí Minh và Tổng cục Thể dục thể thao Việt Nam phối hợp tổ chức, diễn ra từ ngày 10 tháng 4 đến ngày 30 tháng 4 năm 2010. Cuộc đua gồm 17 chặng với tổng lộ trình 2247,5 km, bắt đầu bằng chặng đua vòng quanh hồ Hoàn Kiếm (Hà Nội) và kết thúc tại Thành phố Hồ Chí Minh. Tổng cộng có 13 đội đua tham gia cuộc đua lần này, bao gồm 12 đội trong nước và 1 đội quốc tế.

## Công bố
Thông tin về Cuộc đua xe đạp toàn quốc tranh Cúp Truyền hình Thành phố Hồ Chí Minh 2010 được công bố vào ngày 1 tháng 4 năm 2010 trong một cuộc họp báo trước khi khởi tranh giải. Ban tổ chức đã công bố lộ trình cuộc đua với tổng lộ trình dài hơn 2200 km.
Đài Truyền hình Thành phố Hồ Chí Minh cho biết việc tổ chức này nhằm kỷ niệm 35 năm ngày Giải phóng miền Nam - Thống nhất đất nước, 124 năm ngày Quốc tế Lao động và hướng tới Đại lễ 1000 năm Thăng Long - Hà Nội.

## Danh sách tham dự
Cuộc đua lần thứ 22 quy tụ các đội đua:
- Domesco Đồng Tháp (DDT)
- Trẻ Domesco Đồng Tháp (TDT)
- Bảo vệ thực vật An Giang (BAG)
- Trung tâm Sản xuất giống An Giang (TAG)
- Bảo vệ thực vật Sài Gòn 1 (BS1)
- Bảo vệ thực vật Sài Gòn 2 (BS2)
- ADC Truyền hình Vĩnh Long (ATV)
- ADC Pharma Vĩnh Long (APV)
- Vinasun Thành phố Hồ Chí Minh (VIN)
- Hà Nội (HAN)
- Phân bón Cò bay Cần Thơ (PCC)
- Quân Đội (QDO)
- Quân khu 7 (QK7)
- Mông Cổ (MGL)

## Lộ trình và kết quả từng chặng
| Chặng | Ngày       | Đoạn đường                                               | Khoảng cách       | Kết quả từng chặng         | Kết quả từng chặng             | Kết quả từng chặng             |
| Chặng | Ngày       | Đoạn đường                                               | Khoảng cách       | Nhất                       | Nhì                            | Ba                             |
| ----- | ---------- | -------------------------------------------------------- | ----------------- | -------------------------- | ------------------------------ | ------------------------------ |
| 1     | 10 tháng 4 | Vòng đua hồ Hoàn Kiếm (Hà Nội) (25 vòng x 1,7 km)        | 42,5 km           | Bùi Minh Thụy (ATV)        | Tuguldur Tuulkhangai (MGL)     | Trương Nguyễn Thành Nhân (BS1) |
| 2     | 11 tháng 4 | Hà Nội đi Thanh Hóa                                      | 146 km            | Bùi Minh Thụy (ATV)        | Mai Công Hiếu (DDT)            | Mai Nguyễn Hưng (BS1)          |
| 3     | 12 tháng 4 | Thanh Hóa đi Vinh (Nghệ An)                              | 139 km            | Trần Văn Quyền (QDO)       | Tuguldur Tuulkhangai (MGL)     | Mai Nguyễn Hưng (BS1)          |
| 4     | 13 tháng 4 | Vinh đi Đồng Hới (Quảng Bình)                            | 190 km            | Đỗ Tuấn Anh (DDT)          | Lê Văn Duẩn (BS1)              |                                |
| 5     | 14 tháng 4 | Đồng Hới đi Đông Hà (Huế)                                | 183 km            | Đỗ Tuấn Anh (DDT)          | Lê Văn Duẩn (BS1)              | Trần Văn Quyền (QDO)           |
| —     | 15 tháng 4 | Nghỉ tại Huế                                             | Nghỉ tại Huế      | Nghỉ tại Huế               | Nghỉ tại Huế                   | Nghỉ tại Huế                   |
| 6     | 16 tháng 4 | Vòng đua Trường Tiền - Phú Xuân (Huế) (10 vòng x 5,4 km) | 54 km             | Bùi Minh Thụy (ATV)        | Lê Văn Duẩn (BS1)              | Mai Nguyễn Hưng (BS1)          |
| 7     | 17 tháng 4 | Huế đi Đà Nẵng                                           | 110 km            | Lê Văn Duẩn (BS1)          | Hồ Văn Phúc (ATV)              | Trịnh Phát Đạt (BAG)           |
| 8     | 18 tháng 4 | Đà Nẵng đi Quảng Ngãi                                    | 128 km            | Đỗ Tuấn Anh (DDT)          | Lê Văn Duẩn (BS1)              |                                |
| 9     | 19 tháng 4 | Quảng Ngãi đi Quy Nhơn (Bình Định)                       | 175 km            | Đỗ Tuấn Anh (DDT)          | Lê Văn Duẩn (BS1)              | Mai Nguyễn Hưng (BS1)          |
| —     | 20 tháng 4 | Nghỉ tại Quy Nhơn                                        | Nghỉ tại Quy Nhơn | Nghỉ tại Quy Nhơn          | Nghỉ tại Quy Nhơn              | Nghỉ tại Quy Nhơn              |
| 10    | 21 tháng 4 | Quy Nhơn đi Tuy Hòa (Phú Yên)                            | 116 km            | Bùi Minh Thụy (ATV)        | Mai Nguyễn Hưng (BS1)          | Nguyễn Văn Tài (?)             |
| 11    | 22 tháng 4 | Tuy Hòa đi Nha Trang (Khánh Hòa)                         | 120 km            | Lâm Công Danh (BAG)        | Đỗ Tuấn Anh (DDT)              | Hồ Văn Phúc (ATV)              |
| 12    | 23 tháng 4 | Nha Trang đi Phan Rang (Ninh Thuận)                      | 100 km            | Nguyễn Quốc Dũng (VIN)     | Lê Văn Động (PCC)              | Trần Thanh Phú (QK7)           |
| 13    | 24 tháng 4 | Phan Rang đi Đà Lạt (Lâm Đồng)                           | 127 km            | Tuguldur Tuulkhangai (MGL) | Ochirbaatar Tumurbaatar (MGL)  | Hồ Văn Phúc (ATV)              |
| —     | 25 tháng 4 | Nghỉ tại Đà Lạt                                          | Nghỉ tại Đà Lạt   | Nghỉ tại Đà Lạt            | Nghỉ tại Đà Lạt                | Nghỉ tại Đà Lạt                |
| 14    | 26 tháng 4 | Đà Lạt đi Bảo Lộc (Lâm Đồng)                             | 110 km            | Motoi Nara (ATV)           | Trương Nguyễn Thành Nhân (BS1) | Trần Quốc Dũng (DDT)           |
| 15    | 27 tháng 4 | Bảo Lộc đi Biên Hòa (Đồng Nai)                           | 139 km            | Lê Văn Duẩn (BS1)          | Mai Nguyễn Hưng (BS1)          | Bùi Minh Thụy (ATV)            |
| 16    | 28 tháng 4 | Biên Hòa đi Cần Thơ                                      | 199 km            | Nguyễn Trường Tài (DDT)    | Tăng Chí Hùng (QK7)            | Takeshi Igarashi (ATV)         |
| —     | 29 tháng 4 | Nghỉ tại Cần Thơ                                         | Nghỉ tại Cần Thơ  | Nghỉ tại Cần Thơ           | Nghỉ tại Cần Thơ               | Nghỉ tại Cần Thơ               |
| 17    | 30 tháng 4 | Cần Thơ đi Thành phố Hồ Chí Minh                         | 169 km            | Mai Công Hiếu (DDT)        | Huỳnh Thanh Quân (QK7)         | Trần Quốc Dũng (DDT)           |

## Xếp hạng chung cuộc
|                 | Nhất                       | Nhì                       | Ba                        | Tham khảo |
| --------------- | -------------------------- | ------------------------- | ------------------------- | --------- |
| Áo vàng         | Tuguldur Tuulkhangai (MGL) | Hồ Văn Phúc (ATV)         | Bùi Minh Thụy (ATV)       | [ 14 ]    |
| Áo chấm đỏ      | Mai Nguyễn Hưng (BS1)      | Mai Nguyễn Hưng (BS1)     | Mai Nguyễn Hưng (BS1)     | [ 14 ]    |
| Áo xanh         | Đỗ Tuấn Anh (DDT)          | Đỗ Tuấn Anh (DDT)         | Đỗ Tuấn Anh (DDT)         | [ 14 ]    |
| Áo trắng        | Bùi Minh Thụy (ATV)        | Bùi Minh Thụy (ATV)       | Bùi Minh Thụy (ATV)       | [ 14 ]    |
| Giải đồng đội   | Mông Cổ                    | ADC Truyền hình Vĩnh Long | Bảo vệ thực vật Sài Gòn 1 | [ 14 ]    |
| Giải phong cách | Bảo vệ thực vật Sài Gòn 1  | Bảo vệ thực vật Sài Gòn 1 | Bảo vệ thực vật Sài Gòn 1 | [ 14 ]    |

## Truyền hình
Các chặng đua được truyền hình trực tiếp trên kênh HTV9, HTV2 và VTV3.

## Nhà tài trợ
- Tân Hiệp Phát
- Boganic
- Thép Pomina